# Seymour Cassel
Seymour Cassel   (Detroit, 22 de gener de 1935 - Los Angeles, 7 d'abril de 2019) fou un actor i compositor estatunidenc.

## Biografia
Cassel va néixer a Detroit, Michigan, fill de Pancretia Ann Kearney i Seymour Joseph Cassel.
La carrera de Cassel va ser impulsada pel director John Cassavetes. El seu debut en el cinema va ser a Shadows la primera pel·lícula dirigida per Cassavetes, on Cassel a més va ser productor associat. Després treballaria en posteriors pel·lícules de Cassavetes com The Killing of a Chinese Bookie  o Opening Night. El 1968, va rebre una nominació per a l'Oscar al millor actor secundari pel seu paper a Faces (1968), de Cassavetes.
Amb algunes aparicions desapercebudes en produccions de Hollywood com Dick Tracy (amb Al Pacino i Dustin Hoffman) i Una proposició indecent (amb Robert Redford i Demi Moore), Cassel sempre ha donat suport a la comunitat del cinema independent, especialment després de la mort de John Cassavettes. Va tenir un petit paper a Trees Lounge, el debut de Steve Buscemi com a director, i també a tres pel·lícules de Wes Anderson: Rushmore, The Royal Tenenbaums i Life Aquatic.
El 2007 i el 2009, Cassel va ser candidat a la presidència nacional del Sindicat d'Actors.
En la biografia Slash (2007), l'exguitarrista de Guns N' Roses i amic del fill de Cassel, el nom real del qual és Saul Hudson, li va donar el crèdit a l'actor per haver-li donat el sobrenom de "Slash" (ganivetada) perquè sempre s'estava movent ràpid d'un costat cap a l'altre i mai no es quedava quiet.

## Filmografia
Les seves pel·lícules més destacades són

### Actor
- 1959: Shadows
- 1960: Juke Box Racket: Seymour
- 1960: Murder, Inc.: Teenager
- 1961: Too Late Blues: Red, el baxista
- 1962: A Pair of Boots
- 1962: The Webster Boy: Vic
- 1964: El codi dels assassins (The Killers): Desk Clerk
- 1964: The Hanged Man (TV): Bellboy
- 1968: The Sweet Ride: Surfer / Ciclista
- 1968: Faces: Chet
- 1968: Coogan's Bluff: Joe
- 1970: The Revolutionary: Leonard II
- 1971: Minnie and Moskowitz: Seymour Moskowitz
- 1973: Nightside (TV): Ralph
- 1976: L'assassinat d'un corredor d'apostes xinès (The Killing of a Chinese Bookie): Mort Weil (Gangster)
- 1976: The Last Tycoon: Seal trainer
- 1977: A Very Special Place (TV)
- 1977: Scott Joplin: Dr. Jaelki
- 1977: Black Oak Conspiracy: Homer
- 1977: Death Game: George Manning
- 1977: Valentino: George Ullman
- 1977: Opening Night: Cameo
- 1978: Comboi de Sam Peckinpah: Governador Jerry Haskins
- 1979: California Dreaming: Duke Slusarski
- 1979: Ravagers: Blind lawyer
- 1979: Sol ardent (Sunburn): Dobbs
- 1980: Angel on My Shoulder (TV): Smiley Mitchell
- 1980: The Mountain Men: La Bont
- 1981: King of the Mountain: Barry Tanner
- 1983: Rage (TV)
- 1983: Double Exposure: Dr. Frank Curtis
- 1983: Blood Feud (TV): Frank Kierdorff
- 1983: I Want to Live (TV): John Santo
- 1984: Love Streams de John Cassavetes: Jack Lawson
- 1986: Beverly Hills Madam de Harvey Hart (Telefilm): Tony
- 1986: Eye of the Tiger de Richard C. Sarafian: Xèrif
- 1987: Tin Men: Cheese
- 1987: Best Seller: Carter
- 1987: Survival Game: Dave Forrest
- 1988: Plain Clothes: Ed Malmburg
- 1988: Colors de guerra: Oficial Sullivan
- 1988: Ruta 29 (Track 29): Dr. Bernard Fairmont
- 1989: Sweet Bird of Youth (TV)
- 1989: La meva mare és una bruixa (Wicked Stepmother): Feldshine, Magick Shop Owner
- 1990: Cold Dog Soup: Jojo
- 1990: Dick Tracy: Sam Catchem
- 1991: Ullal blanc (White Fang): Skunker
- 1991: Mobsters: Pare Bonotto
- 1991: Cold Heaven: Tom Farrelly
- 1991: Diary of a Hitman: Koenig
- 1991: Dead in the Water (TV): Tinent Frank Vaness
- 1991: Face of a Stranger (TV): Ralph
- 1992: A la sopa (In the Soup): Joe
- 1992: What Happened to Pete: Bartender
- 1992: Adventures in Spying: Ray Rucker
- 1992: Lluna de mel per a tres (Honeymoon in Vegas): Tony Cataracts
- 1992: Chain of Desire: Mel
- 1993: Partners (TV)
- 1993: Trouble Bound: Santino
- 1993: Una proposició indecent: Mr. Shackleford
- 1993: Boiling Point: Virgil Leach
- 1993: Love Is Like That: Oncle Bud
- 1993: When Pigs Fly: Frank
- 1994: Dark Side of Genius: Samuel Rourke
- 1994: Tollbooth: Larry / Leon
- 1994: Ouf!
- 1994: Hand Gun: Jack McCallister
- 1994: Chasers de Dennis Hopper: Master Chief Bogg
- 1994: It Could Happen to You: Jack Gross
- 1994: There Goes My Baby: Pop
- 1994: Delictes imaginaris: Eddie
- 1994: Under Suspicion (sèrie TV): Tinent Mickey Schwartz (1994-1995)
- 1995: Dead Presidents: Saul
- 1996: Les Germàs Gravet de René Féret: ell mateix
- 1996: The Last Home Run: Older Jonathan
- 1996: Dead Girl: Ira Goluh
- 1996: Turnpike: vell
- 1996: Cannes Man: Sy Lerner
- 1996: Good Company (sèrie TV): Jack O'Shea
- 1996: El nuvi dels meus somnis (Dream for an Insomniac): Oncle Leo
- 1996: Trees Lounge: Oncle Al
- 1996: I Sfagi tou kokora
- 1996: Caméléone: Francis
- 1996: Juicehead: Dr. Watt
- 1996: Coses que no et vaig dir mai: Frank
- 1997: Seed: First Client
- 1997: The Last Don (fulletó TV): Alfred Gronevelt
- 1997: This World, Then the Fireworks: Detectiu Harris
- 1997: Obsession: Jacob Frischmuth
- 1998: Ballad of the Nightingale
- 1998: Snapped: Bob
- 1998: Black and White: Sal
- 1998: Tranquil, només és sexe (Relax... It's Just Sex): Emile Pillsbury
- 1998: Hoods: Pop Martinelli
- 1998: Rushmore: Bert Fischer
- 1998: The Treat: The Councilman
- 1998: Emma's Wish (TV): Harry
- 1998: The Last Call
- 1999: Temps: Arthur
- 1999: Getting to Know You
- 1999: Motel Blue: Capistrano Minister
- 1999: Kubanisch rauchen: Dragan
- 1999: Me and Will: Roy
- 2000: The Cure for Boredom: Eddie
- 2000: Next Stop, Eternity: Lawrence
- 2000: Women of the Night: Sally
- 2000: Animal Factory: Tinent Seeman
- 2000: Una bona banda (The Crew): Tony 'Mouth' Donato
- 2000: Just One Night: Arthur Imperial
- 2001: The Chameleon: Richard Cavanaugh
- 2001: The Sleepy Time Gal: Bob
- 2001: Bartleby: Frank Waxman
- 2001: 61* (TV): Sam Simon
- 2001: The Royal Tenenbaums: Dusty
- 2002: Time & Again: Steve
- 2002: The Biz: Eugene Hinkle
- 2002: Deadrockstar: Milton
- 2002: Passionada: Daniel Vargas
- 2002: Sonny: Albert
- 2002: Stealing Harvard: Oncle Jack
- 2002: Manna from Heaven de Gabrielle Burton i Maria Burton: Stanley
- 2002: The Burial Society: Sam Goldberg
- 2003: Wishing Time: The Angel
- 2003: A Good Night to Die: Guy
- 2003: Stuck on You: Morty O'Reilly
- 2004: Sweet Underground: Wally
- 2004: Thanksgiving: Del
- 2004: The Life Aquatic with Steve Zissou: Esteban du Plantier
- 2005: Lonesome Jim: Don
- 2005: Un penques de confiança (The Wendell Baker Story): Boyd
- 2005: Bittersweet Place: Jack "Pappy" Schaffer
- 2005: Before It Had a Name: Jeff
- 2005: Main Street: Big Business (curtmetratge)
- 2005: Welcome to California: Jim's Father
- 2005: Circadian Rhythm: Hoover
- 2005: Sea of Dreams: Tomaso
- 2006: Bye Bye Benjamin: Mr. Ruby
- 2006: The Tenants: Levenspiel
- 2007: Postal: Paul
- 2009: Staten Island: Jasper
- 2013: Lost Angeles de Phedon Papamichael: el crític de cinema

### Compositor
- 1959: Shadows

## Premis i nominacions
Nominacions
- 1969: Oscar al millor actor secundari per Faces